# Victor Brams
Victor (Vic) Brams  (Rillaar, 7 november 1921 - Beringen, 16 augustus 2000) was een Belgisch kunstschilder en ontwerper van glasramen.

## Biografie

### Opleiding
Brams volgde een opleiding figuur-, portret- en dierenschilderen aan de Konkilijke Academie van Antwerpen en aan het Hoger instituut voor Schone Kunsten te Antwerpen.

### Leerkracht
Victor Brams werd in 1948 leraar wetenschappelijk tekenen aan het Atheneum in Leopoldsburg waar hij met zijn gezin ging wonen. In 1963 ging hij ook lesgeven in de Sint-Jozefsschool van de Zusters Ursulinen in Heusden.

### Kunstenaar
In zijn vrije tijd was hij kunstschilder. Hij is vooral gekend voor zijn portretten. Daarnaast schilderde hij landschappen, stillevens en naakten. Hij was mede-stichter van de kunstkring "Erica" van Leopoldsburg en lid van de kunstkringen van Beringen en Neerpelt.
Brams nam deel aan verschillende groepstentoonstellingen in de provincie Limburg.
Hij ontwierp het glasraam van de raadzaal van het gemeentehuis van Leopoldsburg. Het stelt de geschiedenis van Leopoldsburg voor.
Na zijn overlijden werd in 2001 door zijn kinderen een postume tentoonstelling georganiseerd in het Cultureel Centrum van Leopoldsburg.